# Święta Emiliana
Święta Emiliana – dziewica, ciotka papieża Grzegorza I Wielkiego. Prowadziła życie klasztorne ze swymi siostrami – Tarsylią i Gordianą. Na krótko przed śmiercią miał się jej objawić Bóg mówiąc "Boże Narodzenie spędziłem bez Ciebie, ale spotkamy się na święto Trzech Króli". Emiliana zmarła w Rzymie około 550 roku, tuż przed świętem Trzech Króli. Mówi się, że jej ciało zostało złożone przez Grzegorza I w kościele św. Andrzeja (obecnie św. Grzegorza Wielkiego) w Rzymie.
Wspomnienie liturgiczne św. Emiliany obchodzone jest w Kościele katolickim 5 stycznia.